# Землетрясение в префектуре Мияги (2011)
О землетрясении 11 марта 2011 у побережья вблизи Сендая см. Землетрясение в Японии (2011)
Землетрясение в префектуре Мияги 2011 года — сильное землетрясение магнитудой 7,1 Mw, которое произошло 7 апреля в 23 часа 32 минуты вечера по местному времени. Эпицентр землетрясения находился в Тихом океане в 66 км к востоку от города Сендай и в 330 км к северо-востоку от столицы Японии — Токио, а гипоцентр залегал на глубине 49 километров.

## Последствия
В результате подземного толчка была остановлена работа некоторых ТЭЦ в городах Аомори и Акита ввиду чего произошло отключение электричества в префектурах Мияги, Ямагата, Иватэ, а также в городе Фукусима. Все шоссе в префектуре Мияги были закрыты Землетрясение вывело из строя две из трёх питающих линий АЭС «Онагава» на севере от Сендая, на АЭС в Хигасидори префектуры Аомори вышел из строя источник внешнего электроснабжения первого реактора, и для охлаждения резервуара с отработанным топливом был задействован резервный генератор. Впоследствии была обнаружена утечка воды, содержащей радиоактивные вещества, из резервуаров с отработанными топливными стержнями 1-го и 2-го реакторов этой АЭС. Внешнее электроснабжение было нарушено и на станции по переработке отработанного ядерного топлива в селе Роккасё префектуры Аомори, где также был задействован резервный источник питания.

## Жертвы, пострадавшие
5 человек погибли и по меньшей мере 141 — получили ранения.